# كافتيريا دوبرو
كانت كافتيريا دوبرو Dubrow's عبارة عن سلسلة مطاعم على طراز الكافتيريا في مانهاتن وبروكلين وميامي بيتش.
أنشأها بنيامين دوبرو، وهو مهاجر من مينسك في بيلاروسيا في الجانب الشرقي السفلي من مدينة نيويورك في عام 1929,
كانت الكافتيريا أحد معالم مدينة نيويورك لعدة عقود من الزمن مع فروعها في كل من مانهاتن وبروكلين ولاحقًا في شاطئ ميامي.
كان هناك اثنان فرعان من الكافتيريا في بروكلين، أحدهما في طريق كينغز هايواي والآخر في شارع إيسترن باركواي. وتقع كافتيريا ميامي بيتش في طريق لينكولن. كان فرع مانهاتن جزءًا مهمًا من منطقة الملابس في نيويورك في أوائل القرن العشرين وحتى منتصفه. لقد كان مركزًا لنشاط الاتحاد الدولي لعمال الملابس للسيدات. 
استخدم العديد من السياسيين المشهورين فرعي بروكلين ومانهاتن كأماكن لحملاتهم السياسية. ومن هؤلاء السياسيين كان كينيدي   وجيمي كارتر  وروبرت ف. كينيدي وهيو كاري وأفريل هاريمان، وكلاهما حاكمان سابقان لنيويورك.
ووفقًا لسير ذاتية متعددة، أعلن لاعب البيسبول ساندي كوفاكس قراره بالتوقيع مع فريق بروكلين دودجرز أمام كافتيريا دوبرو في طريق كينغز السريع في بروكلين. وكتب مؤلف كتب الأطفال بروس كوفيل أيضًا عن العمل في كافتيريا دوبرو لفترة وجيزة من الزمن.
تم إغلاق آخر فرع للكافتيريا الواقع في منطقة الملابس في مانهاتن، في عام 1985. 
في عام 2023، نشرت ثري هيلز مجموعة من الصور الفوتوغرافية لدوبرو التقطتها مارسيا بريكر هالبرين، إلى جانب مقالات حول دوبرو كتبها العديد من الأشخاص بما في ذلك دونالد مارغوليز.

## روابط خارجية
- مجموعة قصص وذكريات وصور ولوحات دوبرو التي جمعتها حفيدة بنيامين دوبرو الكبرى، إيف ليونز